# Bengt Lidforss
Bengt Lidforss (15 de septiembre de 1868 — 23 de septiembre de 1913) fue un destacado socialista sueco y uno de los primeros intelectuales en desarrollarse como naturalista y escritor.

## Biografía
Nace en Lund, estudiando botánica y biología en la Universidad de Lund y en la de Upsala pasando a Profesor de Botánica en 1910 en Lund. Fue uno de los primeros suecos en escribir en un formato popular sobre tópicos científicos. Lidforss desarrolló una fuerte aversión contra la religión en general y con la Iglesia de Suecia. También exhibió aspectos antisemitas a veces.
Lidforss fue amigo de August Strindberg y fue un importante referente en el temprano movimiento socialista sueco.

## Algunas publicaciones
- Växternas skyddsmedel emot yttervärlden. Studentföreningen Verdandis småskrifter, 99-0470915-7 ; 27/28. Stockholm: Bonnier. 1890. Libris 1343612

- 2 omarb. uppl. Studentföreningen Verdandis småskrifter, 99-0470915-7 ; 52. Stockholm: Bonnier. 1909. Libris 1617714

Ueber die Wirkungsphäre der Glycose- und Gerbstoff-Reagentien. Kungl. Fysiografiska sällskapets i Lund handlingar, 99-1288828-6 ; N.F. 3:9 Lunds universitets årsskrift, 99-0645033-9 ; 28(1891/92): 2ª ed. [9] Lund. 1892. Libris 1835103
- Studier öfver elaiosferer i örtbladens mesofyll och epidermis. Kungl. Fysiografiska sällskapets i Lund handlingar, 99-1288828-6 ; N.F. 4:11 Lunds universitets årsskrift, 99-0645033-9 ; 29(1892/93): 2ª ed. [11] Lund. 1893. Libris 1835197 Strindberg als Naturforscher. Berlín. 1895. Libris 2774705

- Zur Physiologie des pflanzlichen Zellkernes. Kungl. Fysiografiska sällskapets i Lund handlingar, 99-1288828-6 ; N.F. 8:11 Lunds universitets årsskrift, 99-0645033-9 ; 33(1897): 2. afd. ;[11]. Lund. 1897. Libris 1836288

- Studier öfver pollenslangarnes irritationsrörelser. Kungl. Fysiografiska sällskapets i Lund handlingar, 99-1288828-6 Lunds universitets årsskrift. Andra avdelningen, Medicin samt matematiska och naturvetenskapliga ämnen, 0368-8151Lunds universitets årsskrift, 99-0645033-9. Lund. 1901-1906. Libris 1840378

- Fragment och miniatyrer: uppsatser i skilda ämnen. Stockholm: Bonnier. 1904. Libris 54416

- 3 förändrade uppl. Malmö: Framtiden. 1923. Libris 1486627

- Die wintergrüne Flora: eine biologische Untersuchung. Kungl. Fysiografiska sällskapets i Lund handlingar, 99-1288828-6 Lunds universitets årsskrift. Andra avdelningen, Medicin samt matematiska och naturvetenskapliga ämnen, 0368-8151 ; 2:13. Lund. 1907. Libris 1841296

- Socialistisk journalistik. Stockholm: Bonnier. 1907. Libris 53737

- Studier öfver artbildningen inom släktet Rubus. Arkiv för botanik, 0376-1649 ; 4:6, 6:16. Uppsala: Almqvist & Wiksell. 1905-1907. Libris 9878940

- Ueber kinoplasmatische Verbindungsfäden zwischen Zellkern und Chromatophoren. Kungl. Fysiografiska sällskapets i Lund handlingar, 99-1288828-6 Lunds universitets årsskrift. Andra avdelningen, Medicin samt matematiska och naturvetenskapliga ämnen, 0368-8151 ; 4:1. Lund. 1908. Libris 1841379

- Weitere Beiträge zur Kenntnis der Psychroklinie. Kungl. Fysiografiska sällskapets i Lund handlingar, 99-1288828-6 Lunds universitets årsskrift. Andra avdelningen, Medicin samt matematiska och naturvetenskapliga ämnen, 0368-8151 ; 4:3. Lund. 1908. Libris 1841388

- Barbarskogens skald: recensioner och polemiker. Malmö: Framtidens förl. 1908. Libris 108540

- Naturvetenskapliga kåserier. Malmö: Framtiden. 1908-. Libris 108899

- tomo 1. Malmö: Framtiden. 1908. Libris 108900
- tomo 2. Malmö: Framtiden. 1912. Libris 108901
- tomo 3. Malmö: Framtiden. 1913. Libris 108902

- Axel Danielsson: levnadsteckning, karaktäristika, urval av skrifter. Malmö: Framtiden. 1908. Libris 670833

Danielsson, Axel (1908). Urval av Axel Danielssons skrifter. Malmö: Fram. Libris 675734 - Med levnadsteckning och karaktäristik av Bengt Lidforss
- Utkast och silhuetter. Malmö: Framtiden. 1909. Libris 45474

2. utök. uppl. Malmö: Framtiden. 1922. Libris 1486629
Ueber den biologischen Effekt des Anthocyans. Lund: Förf. 1909. Libris 1615293
Onda makter och goda: uppsatser i blandade ämnen. Malmö: Framtidens förl. 1909. Libris 31242
- Levertinkultens apologet: en vidräkning med doc. Fredrik Böök. Malmö: Framtiden. 1910. Libris 108538

- August Strindberg och den litterära nittiontalreklamen: med ett tillägg: Filosofisk Levertinkult. Malmö: Framtiden. 1910. Libris 8225683

- Modärna apologeter: En antikritik. Malmö: Framtiden. 1911. Libris 1636149

- Kristendomen förr och nu: en populärvetenskaplig framställning. Malmö: Framtiden. 1911. Libris 1536350

- Polemiska inlägg. Malmö: Framtiden. 1913. Libris 41850

- Ur en prokanslärs tankevärld: Ett stycke modern urkristendom med orienterande översikter. Malmö: Framtiden. 1913. Libris 1641034 - Av S.R.K.

- Utrikespolitiska vyer. Malmö: Framtiden. 1915. Libris 1636151

- Ur växternas liv: tre föreläsningar. Malmö: Framtiden. 1915. Libris 1636150

- Ur Bengt Lidforss' kvarlåtenskap: litterära uppsatser och recensioner. Malmö: Framtiden. 1916. Libris 2031173

- Vetenskap och världsåskådning: ur Bengt Lidforss' litterära kvarlåtenskap. Malmö: Framtiden. 1917. Libris 2031171

- Dagsbilder. Malmö: Framtiden. 1917. Libris 1654953

- Ur Bengt Lidforss' litterära kvarlåtenskap: vetenskap och världsåskådning. Malmö: Framtiden. 1917. Libris 41849

- Litteraturkritik: ur Bengt Lidforss' kvarlåtenskap. Malmö: Framtiden. 1920. Libris 1654954

- Socialistisk journalistik: ur Bengt Lidforss' efterlämnade skrifter. Malmö: Framtiden. 1921-1923. Libris 1800438

- 1, Sociala, politiska och blandade spörsmål (enlace roto disponible en Internet Archive; véase el historial, la primera versión y la última).. Malmö: Framtiden. 1921. Libris 1800439
- D. 2, Dagsbilder. Malmö: Framtiden. 1923. Libris 1800440
- D. 3, Från universitetslivet och lärdomsstaden. Malmö: Framtiden. 1923. Libris 1800441

- Bengt Lidforss. W & W-serien, 0509-5069 ; 81. Stockholm: Wahlström & Widstrand. 1965. Libris 8076201 - Redaktörer: Alvar Alsterdal och Ove Sandell

- Strindbergsfejden: 465 debattinlägg och kommentarer. Staffanstorp: Cavefors. 1968. Libris 561544 - Redaktörer: Harry Järv och John Landquist

- Att slåss för en god sak. Tradition (Cogito), 99-0900482-8. Solna: Cogito. 1990. Libris 7793032. ISBN 91-970962-2-9 - Redaktör: Rolf Lindborg
- La abreviatura «Lidf.» se emplea para indicar a Bengt Lidforss como autoridad en la descripción y clasificación científica de los vegetales.[1]